# Nankai (Schiff)
| Schiffsdaten                       | Schiffsdaten                                                                        |
| ---------------------------------- | ----------------------------------------------------------------------------------- |
| Flagge                             | Japan                                                                               |
| andere Schiffsnamen                | Regulus                                                                             |
| Schiffstyp                         | Hilfs-Minenleger/ Kanonenboot                                                       |
| Bauwerft                           | Droogdok Mij., Soerabaja                                                            |
| Kiellegung                         | 1941                                                                                |
| Stapellauf                         | 21. April (oder Mai) 1943                                                           |
| Indienststellung                   | 7. Juni 1944                                                                        |
| Streichung aus dem Schiffsregister | 30. Juli 1945                                                                       |
| Verbleib                           | Am 16. Juli 1945 durch das amerikanische U-Boot USS Blenny in der Javasee versenkt. |

| Schiffsmaße und Besatzung | Schiffsmaße und Besatzung          |
| ------------------------- | ---------------------------------- |
| Länge                     | 88 m (Lüa)                         |
| Breite                    | 12,7 m                             |
| Tiefgang (max.)           | 4,2 m                              |
| Verdrängung               | Standard: 2200 ts Einsatz: 2400 ts |
|                           |                                    |
| Besatzung                 | 120                                |

| Maschinenanlage       | Maschinenanlage     |
| --------------------- | ------------------- |
| Maschine              | 2 Dieselmotoren     |
| Maschinenleistung     | 4.800 PS (3.530 kW) |
| Höchstgeschwindigkeit | 18 kn (33 km/h)     |
| Propeller             | 2                   |

| Bewaffnung                                                                              | Bewaffnung |
| --------------------------------------------------------------------------------------- | ---------- |
| - 4 × Sk 12 cm L/45 Typ 10 - 8 × Mk 2,5 cm L/60 Typ 96 - Wasserbomben - bis 80 Seeminen |            |

Die Nankai (japanisch 南海, „Südmeer“; zuvor Regulus) und ihr nie in Dienst gestelltes Schwesterschiff Nanshin (jap. 南進, „Süd-Expansion“; zuvor Ram) waren zwei Schiffe, die während des Zweiten Weltkrieges von der Kaiserlich Japanischen Marine in Niederländisch-Indien erbeutet wurden.
Die Kolonie Niederländisch-Indien besaß in Tanjung Priok und Soerabaja auf Java regional bedeutsame Werften, in denen in Friedenszeiten Schiffe für die staatlich-zivile Gouvernementsmarine der Kolonialverwaltung gefertigt wurden. Nach der Mobilmachung 1939 und besonders nach der Besetzung des Mutterlandes 1940 wurde dann in diesen Werften ein umfangreiches Bauprogramm für leichte militärische Hilfsschiffe gestartet, um die unzureichende Verteidigung der Kolonie zu stärken. Mangels Erfahrung mit dem Kriegsschiffbau basierten die Konstruktionen meist auf zivilen Entwürfen für die Gouvernementsmarine. Gefertigt wurden in erster Linie Patrouillenboote, Motortorpedoboote (TM-4-Klasse), Hilfs-Minensucher (DEFG- und Smeroe-Klasse) und Hilfs-Minenleger wie die Regulus und die Ram. Letztere beiden stellten vergrößerte Versionen der zum Minenleger umgewandelten Motoryacht Rigel der Gouvernementsmarine dar. Benannt wurden die Schiffe, wie bei der Gouvernementsmarine üblich, nach Sternen (Regulus) bzw. Sternbildern (Ram = Widder).
Die Kiellegung fand 1941 statt, wobei die Regulus in Soerabaja und die Ram in Tanjung Priok gefertigt wurde. Der Stapellauf der Ram erfolgte im Dezember des gleichen Jahres, anschließend wurde das (noch unfertige) Schiff nach Tjilatjap geschleppt. Die Regulus befand sich zum Zeitpunkt der japanischen Invasion der Kolonie Anfang 1942 noch im Bau. Beide Schiffe wurden während der Invasion Javas selbstversenkt, was jedoch bei der Regulus nicht richtig gelang und nur minimale Schäden verursachte.
Nachdem sich der Krieg für Japan ab Mitte 1942 zum Negativen entwickelte und mehr Schiffe benötigt wurden, wurde die Regulus gehoben, repariert und fertiggestellt. Im April oder Mai 1943 erfolgte der Stapellauf, im Juni 1944 wurde das Schiff dann unter dem Namen Nankai und klassifiziert als Kanonenboot in Dienst gestellt. Obwohl die Nankai nicht mehr als Minenschiff galt, blieb die Minenlegeausrüstung an Deck erhalten. Das Schwesterschiff Ram war ebenfalls gehoben und nach Soerabaja geschleppt worden und erhielt den neuen Namen Nanshin, wurde aber bis Kriegsende nicht mehr fertig repariert.
Die Nankai sollte nach der Indienststellung zum Konvoischutz im Malaiischen Archipel eingesetzt werden und war damit der Südwestlichen Regionalflotte unter Vizeadmiral Mikawa Gun’ichi unterstellt. Vom 21. September 1944 an eskortierte sie das Transportschiff Hokkai Maru von Soerabaja aus in Richtung Balikpapan im Osten Borneos. Am 23. September geriet der Verband nahe der Insel Laut bei Position 3° 36′ S, 116° 35′ O in ein Minenfeld, welches bereits Anfang des Jahres vom amerikanischen U-Boot Bowfin gelegt worden war. Beide Schiffe wurden durch Minen schwer beschädigt und auf der nahen vorgelagerten Insel Sebuku auf Grund gesetzt, um Sinken zu verhindern.
In den folgenden Monaten wurden beide Schiffe zurück nach Soerabaja geschleppt und dort repariert. Anfang Februar 1945 wurde die Nankai der neu geschaffenen 10. Regionalflotte unter Vizeadmiral Fukutome Shigeru (mit Hauptquartier in Singapur) zugeteilt. Für militärische Operationen scheint das Schiff zu diesem Zeitpunkt nicht mehr eingesetzt worden zu sein.
Mitte Juli 1945 erhielt die Nankai den Befehl, geheime Dokumente von Soerabaja über Batavia nach Singapur zu transportieren. Begleitet wurde sie vom U-Jagdboot Ch-1. Am 16. Juli wurden die beiden Schiffe etwa 150 Seemeilen westlich von Soerabaja in der Javasee kurz vor fünf Uhr morgens vom U-Boot USS Blenny angegriffen. Der Kapitän der Blenny, LtCdr William H. Hazzard, feuerte zwölf Torpedos ab, von denen mehrere die Nankai trafen und bei Position 5° 26′ S, 110° 33′ O versenkten. Die Ch-1 konnte brennend entkommen. Bei einer späteren Suche konnten keine Überlebenden gefunden werden.
Am 30. Juli wurde die Nankai aus dem Schiffsregister gestrichen.